# Erebos
Erebos è un album studio del gruppo musicale polacco Hate, pubblicato nel 2010 con la Listenable Records.

## Tracce
1. Genesis – 1:47
2. Lux Aeterna – 4:53
3. Erebos – 4:57
4. Quintessence of Higher Suffering – 4:45
5. Trinity Moons – 5:57
6. Hero Cults – 5:00
7. Transsubstance – 4:40
8. Hexagony – 5:25
9. Wrists – 5:05
10. Luminous Horizon – 5:57

## Formazione
- Adam the First Sinner - chitarra, voce
- Hexen - batteria
- Destroyer - chitarra
- Mortifier - basso